# Achyranthes obovata
Achyranthes obovata är en amarantväxtart som beskrevs av Albert Peter. Achyranthes obovata ingår i släktet Achyranthes och familjen amarantväxter. Inga underarter finns listade i Catalogue of Life.